# Satellitenschieber
Als Satellitenschieber wird eine stereografische Projektion für die grafische Vorausberechnung der Durchgänge von Erdsatelliten und ihrer genäherten Bahnbestimmung bezeichnet. Das Gerät besteht aus zwei kreisrunden Scheiben
1. für die stereografische (also winkeltreue) Abbildung der benützten Satellitenstation und das geografische Koordinatennetz, sowie
2. für Satellitenbahnen verschiedener Bahnneigung und den Zeitmarken auf ihnen.

Die untere Scheibe ist fest (z. B. aus Karton), die obere durchsichtig (Astralon).
Durch gegenseitiges Drehen der beiden Scheiben wird die in Datenblättern publizierte Knotenlage der Bahn auf die Zeitskala eingestellt, sodass für konstante Abstände auf der Bahnkurve das Azimut und die Großkreis-Entfernung von der Beobachtungsstation abgelesen werden kann.
Die Methode ist ähnlich wie bei der Benützung einer drehbaren Sternkarte, an Genauigkeit der Vorausberechnung ist etwa 1° erreichbar.